# Dieu n'habite pas La Havane
Dieu n'habite pas la Havane est un roman écrit par Yasmina Khadra et publié en 2016 aux Editions Juillard.

## Structure et récit
Le roman raconte quelques années de la vie de Juan der Monte Jonava "Don Fuego", chanteur à Cuba.
Alors que ferme le Buena Vista café où il officiait, à 59 ans, Juan se retrouve au chômage. Certain d'être demandé par le public, il attend qu'on le sollicite pour de nouveaux concerts. L'inactivité se prolonge, il rencontre alors Mayensi, une jeune femme sans permis de séjour à La Havane, avec qui il va nouer une relation.